# Jean-Baptiste Regnault

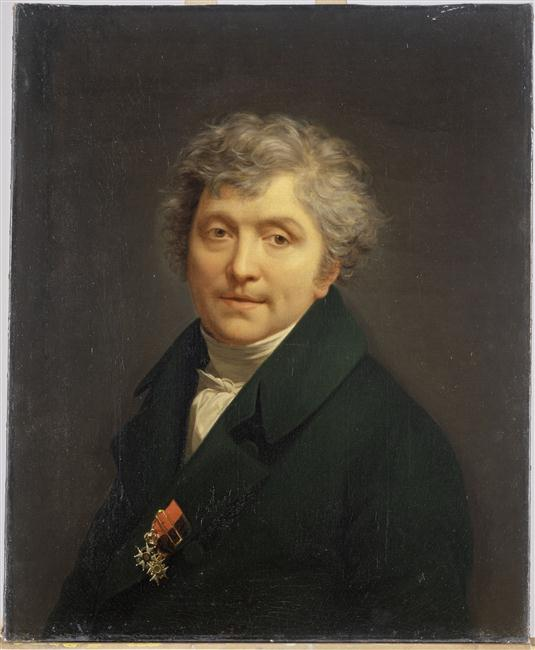

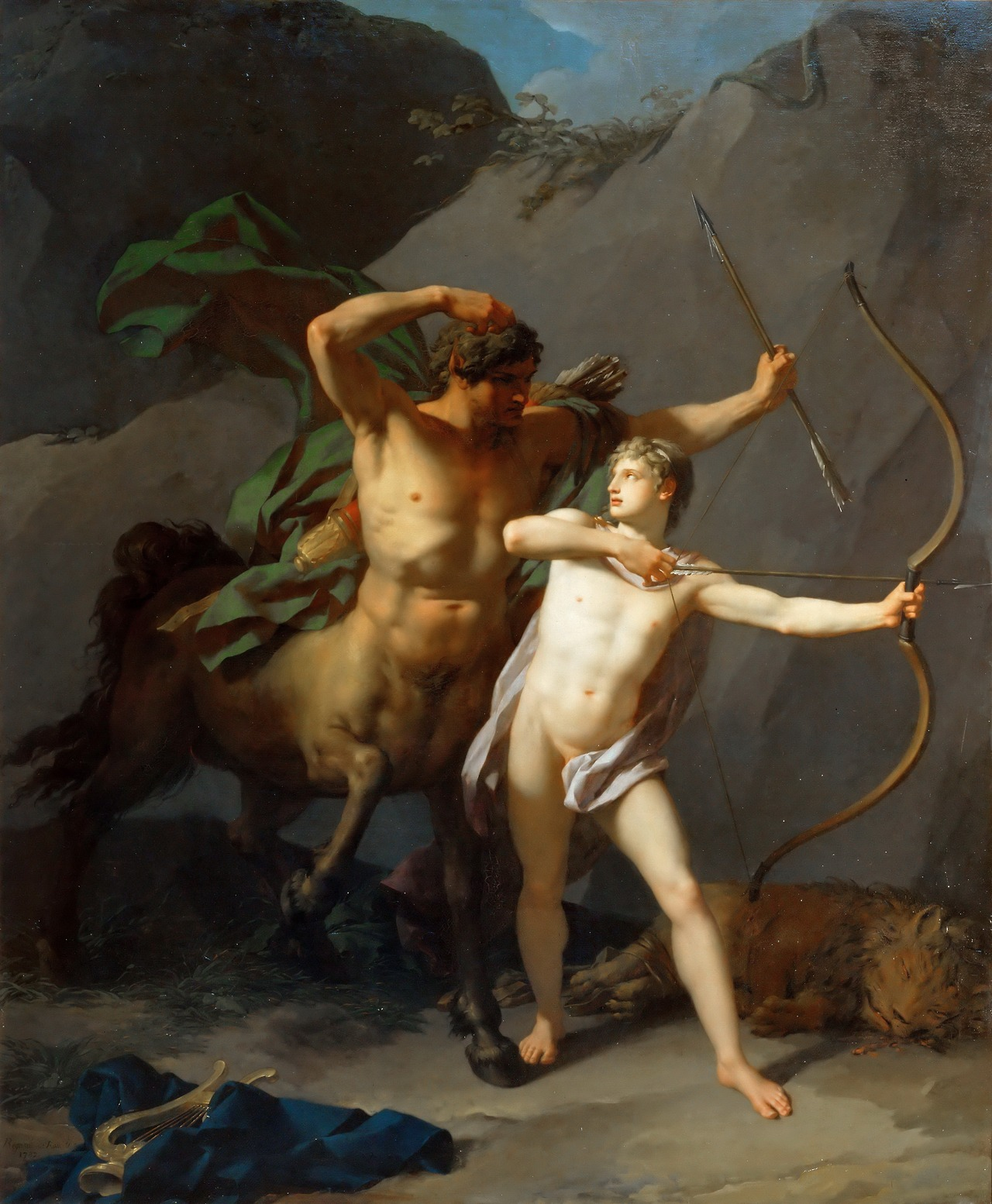
L'Éducation d'Achille par le centaure Chiron

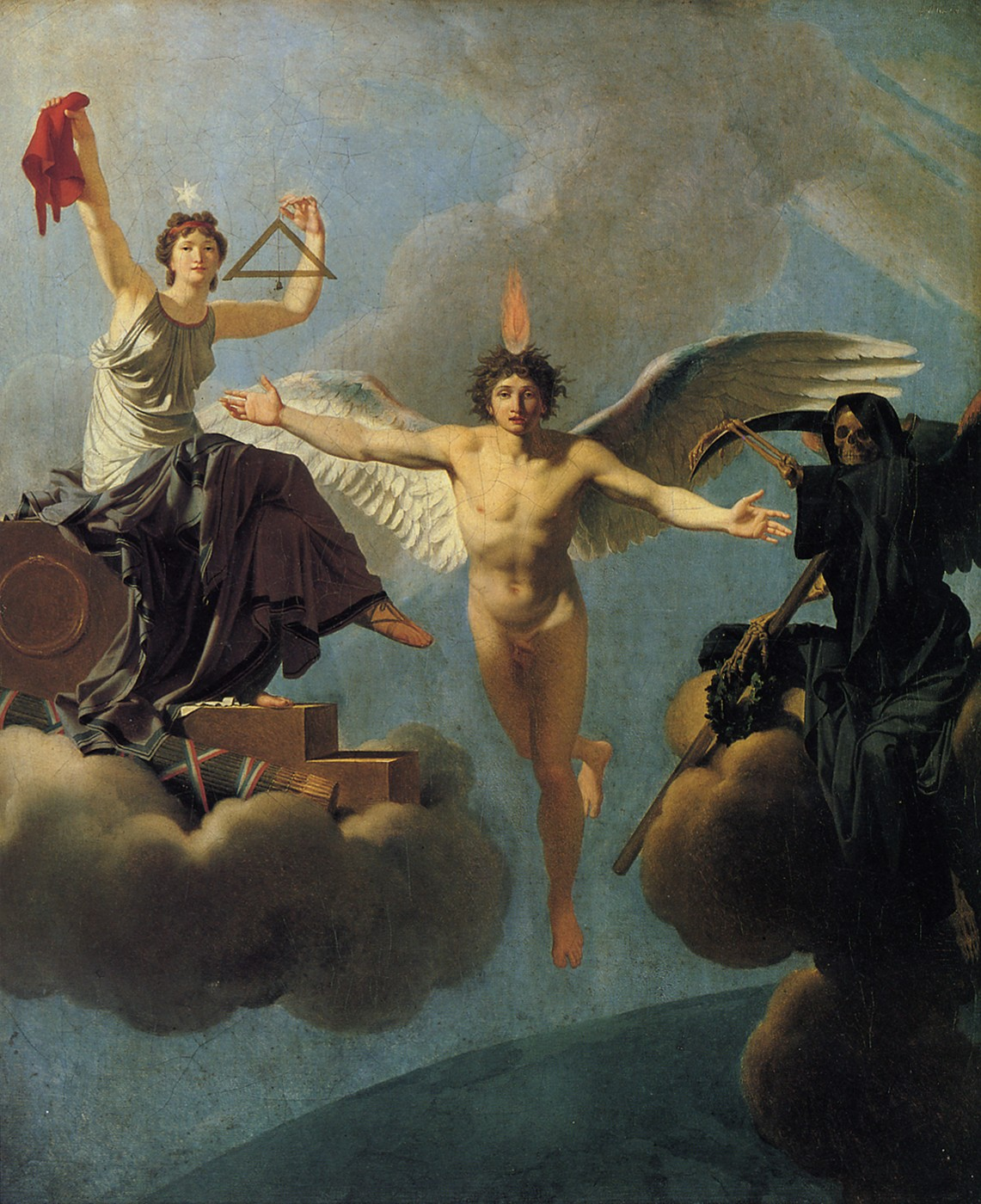
La Liberté ou la Mort

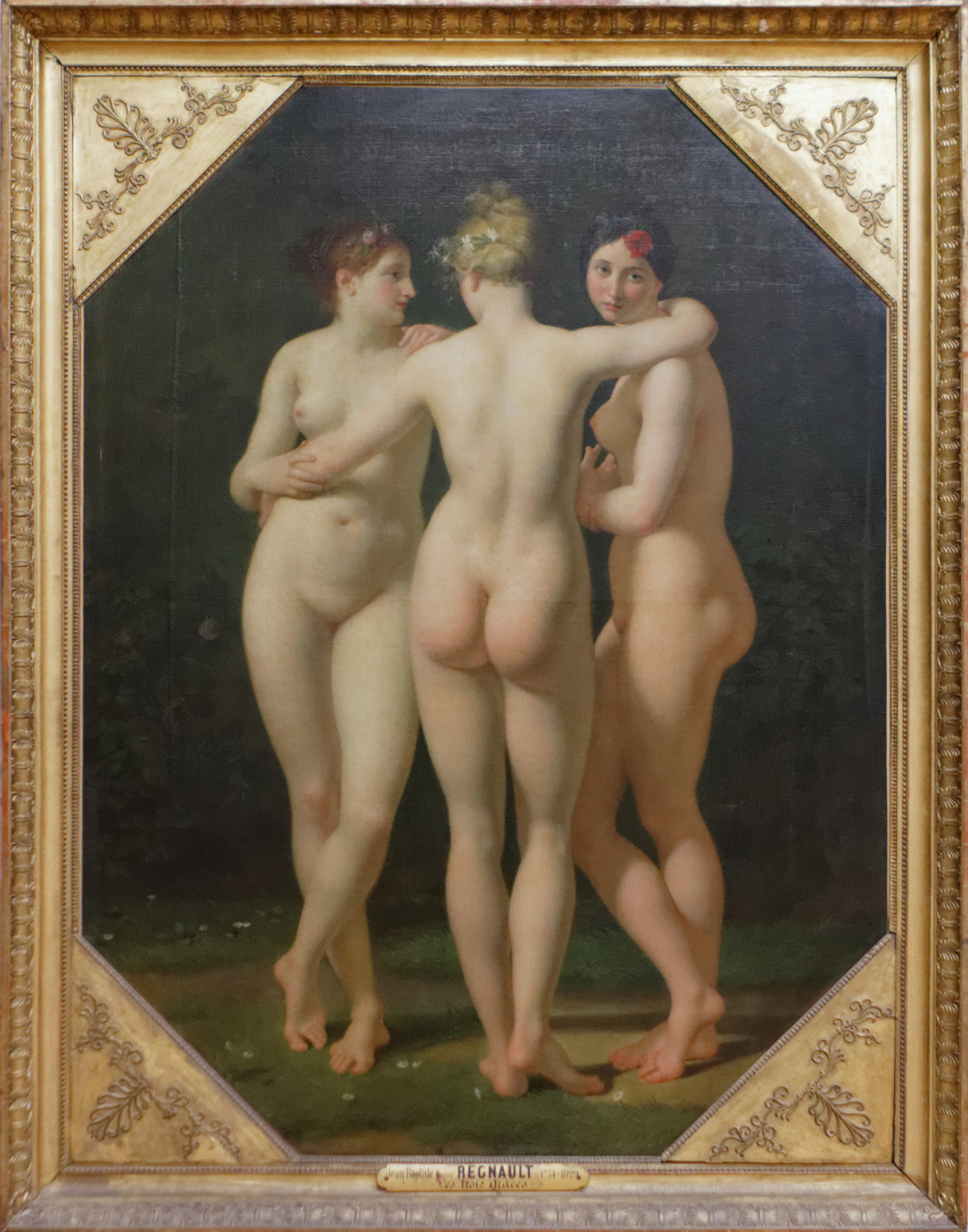
Les trois grâces

Baron Jean-Baptiste Regnault (* 17. Oktober 1754 in Paris; † 12. Oktober 1829 ebenda) war ein französischer Maler des Klassizismus.

## Leben
Der frühbegabte Regnault war noch ein Kind, als er seinem Vater nach Amerika folgte, wo er im Jahr 1765 als Schiffsjunge in der Marine anheuerte und bis 1769 zur See fuhr.
Nach Paris zurückgekehrt wurde er Schüler des Malers Jean Bardin (1732–1809), mit dem er sich zwischen 1770 und 1775 in Rom aufhielt. Dort begeisterte ihn der gerade entstehende Klassizismus. 1776 erhielt er, ein Jahr nach dem einige Jahre älteren Jacques-Louis David, ebenfalls ein Schüler Bardins, den Prix de Rome für Diogenius und Alexander.
Die Aufnahme in die Akademie erfolgte im Jahr 1783 mit dem Gemälde L’Éducation d’Achille par le centaure Chiron (Die Erziehung des Achill) das aufgrund der Ausgewogenheit der Komposition und der Formen, der Stilreinheit sowie der Qualität der Farben neben der 1789 in der akademischen Tradition für die Schlosskapelle von Fontainebleau geschaffenen Kreuzabnahme als eines seiner besten Werke gilt.
Die Kreuzabnahme blieb eines der wenigen religiösen Werke des Künstlers. Er wählte bevorzugt mythologische, allegorische und historische Themen.
Seiner Begeisterung für die Revolution gab Regnault im Jahr 1795 in dem Werk Freiheit oder Tod Ausdruck, einer Anspielung auf die Devise der Convention. Im Jahr 1804 erhielt er den Auftrag für das Werk Napoléons Triumphmarsch, das vom Kaiser für den Senat bestimmt wurde, sich aber heute in Versailles befindet.
Das Spätwerk ist geprägt von sinnlichen mythologischen Motiven im Stil der Boudoirmalerei des 18. Jahrhunderts.
Jean-Baptiste Regnault starb am 12. Oktober 1829 in Paris im Alter von 74 Jahren.

## Einfluss
Regnault gehörte der Generation von Jacques-Louis David an, mit dessen starker Persönlichkeit er als Lehrer an der Académie Royale kaum zu konkurrieren vermochte. Zu seinen Schülern zählten unter anderem Gabriel-Christophe Guérin, Louis Hersent, Michel Delaporte, Auguste Couder, Henri Serrur und Robert Lefèvre. Er beeinflusste auch Claude-Félix-Théodore Aligny.

## Werksauswahl
1776: Diogène et Alexandre, Paris, École nationale supérieure des beaux-arts de Paris
1783: Education d'Achille, Paris, Musée du Louvre
1785: Amour et Psyché, Angers, Museum
1788: Cérémonie nuptiale, Riom, Museum
1789: Descente de Croix, Paris, Musée du Louvre
1799: Trois Grâces, Paris, Louvre
1795: La Liberté ou la Mort, Hamburg, Kunsthalle
1804: Marche triomphale de Napoléon vers le temple de l'immortalité, Versailles
1810: Mariage du prince Jérôme et de la princesse de Wurtemberg, Versailles
1811: Portrait of Vasily Nikolaevich Repnin in childhood, Kiew, Chanenko Museum
????: Mort de Desaix, Clermont-Ferrand, Museum
????: Toilette de Vénus, Norfolk, Collection Walter P. Chrysler
????: Jugement de Pâris, Detroit, Institute of Arts